# Harald Beck
Harald Beck (* 29. Juli 1957) ist ein ehemaliger deutscher Fußballspieler. Der Offensivspieler hat beim VfB Stuttgart von 1977 bis 1982 in der Fußball-Bundesliga 32 Ligaspiele absolviert und vier Tore erzielt.

## Laufbahn
Von der SpVgg Feuerbach kam Beck 1972 in die Jugendabteilung des VfB Stuttgart. Mit den A-Jugendkollegen des VfB gewann er am 12. Juli 1975 in Marburg die deutsche A-Juniorenmeisterschaft mit einem 4:0 gegen den FC Schalke 04. Beck zeichnete sich dabei in der Mittelstürmerrolle als dreifacher Torschütze aus. Nach einer Saison bei den VfB-Amateuren in der 1. Amateurliga Nordwürttemberg 1975/76 wurde er zur Saison 1976/77 zusammen mit Manfred Günther, Hansi Müller und Gerhard Wörn in den Lizenzspielerkader aufgenommen. Der Abiturient hatte bereits am 1. Mai 1976 bei einer 0:1-Auswärtsniederlage bei Waldhof Mannheim in der 2. Fußball-Bundesliga debütiert. In der Fächerstadt wurde er in der 83. Minute für Helmut Dietterle eingewechselt.
Unter dem neuen VfB-Trainer Jürgen Sundermann lief der Angreifer am Starttag der Runde, am 14. August 1976, bei einem 0:0 gegen den Lokalrivalen Kickers Stuttgart auf. Beck wurde in der 46. Minute für Klaus-Dieter Jank eingewechselt. Nach der Saison 1976/77 schaffte er mit dem Meisterschaftsgewinn, bei dem er in 15 Ligaspielen (1 Tor) mitgewirkt hatte, mit den Schwaben den Aufstieg in die Bundesliga. In der Bundesliga debütierte der Techniker im Angriff am 6. August 1977, bei einem 3:3-Heimremis vor 71.000 Zuschauern gegen den FC Bayern München. Er wurde in der 46. Minute für Ottmar Hitzfeld eingewechselt. Als Aufsteiger belegte das Team mit dem Ring auf der Brust den 4. Rang und Beck war in neun Bundesligaspielen zum Einsatz gekommen. Durch die Platzierungen 1978 (4.), 1979 (2.), 1980 (3.) und 1981 ebenfalls 3. Rang, kam Beck auch im UEFA-Pokal zum Einsatz. Er lief in den europäischen Spielen gegen den FC Basel (3:2), Dukla Prag (0:4), Dynamow Dresden (1:1, 0:0) und gegen Vorwärts Frankfurt/Oder (2:1) auf. Sein letztes Bundesligaspiel bestritt er am 29. Mai 1982 bei einer 2:4-Heimniederlage gegen Werder Bremen, als er mit Walter Kelsch und Peter Reichert den Angriff bildete und in der 24. Minute den Anschlusstreffer zum 1:2 erzielte.
Von 1977 bis 1982 bestritt er 32 Bundesligaspiele und erzielte dabei vier Tore. Zur Runde 1982/83 schloss er sich der Amateurmannschaft von Kickers Stuttgart in der Verbandsliga Württemberg an. Hinter Meister und Aufsteiger VfR Aalen erreichte er mit seiner neuen Mannschaft die Vizemeisterschaft und bestritt deshalb im Juni 1983 zwei Aufstiegsspiele in die Oberliga Baden-Württemberg gegen den FV 09 Weinheim. Das Heimspiel endete 0:0 und das Rückspiel stand nach 90 Spielminuten 2:2. Beck hatte für die Kickers in der 64. Minute den 2:2-Ausgleich erzielt. In der Verlängerung setzte sich Weinheim mit 6:3 durch.

## Erfolge
- Meister der 2. Bundesliga Süd 1976/77
- UEFA-Pokal Halbfinale 1979/80